# Senna (genre)
Pour les articles homonymes, voir Senna.
Genre
Classification phylogénétique
Senna est un genre de plantes à fleurs dicotylédones de la famille des Fabaceae, sous-famille des Caesalpinioideae, à répartition pantropicale, qui compte plus de 270 espèces acceptées.

## Statut agroenvironnemental
Certaines espèces de ce genre ont développé une certaine résistance au glyphosate, matière active de plusieurs désherbants totaux les plus vendus et utilisés au monde (dont le Roundup),.

## Taxinomie
Les espèces de ce genre ont longtemps été rattachées au genre Cassia. 

Ce n'est que depuis le début des années 1980 que le genre Senna est considéré comme un genre à part entière. 

Un autre genre a été détaché du genre Cassia, le genre Chamaecrista.

### Synonymes
Selon GRIN (4 octobre 2018) :
- Chamaefistula (DC.) G. Don
- Chamaesenna (DC.) Raf. ex Pittier
- Desmodiocassia Britton & Rose
- Earleocassia Britton
- Echinocassia Britton & Rose
- Gaumerocassia Britton
- Herpetica (DC.) Raf.
- Leonocassia Britton
- Palmerocassia Britton
- Peiranisia Raf.
- Phragmocassia Britton & Rose
- Pseudocassia Britton & Rose
- Pterocassia Britton & Rose
- Sciacassia Britton
- Tharpia Britton & Rose
- Xerocassia Britton & Rose

### Liste d'espèces
Selon The Plant List (15 septembre 2014) :
- Senna acanthoclada (Griseb.) H.S.Irwin & Barneby
- Senna acclinis (F. Muell.) Randell
- Senna aciphylla (Benth. ex A. Gray) Randell
- Senna aculeata (Benth.) H.S.Irwin & Barneby
- Senna acunae (Borhidi) Barreto & Yakovlev
- Senna acuparata H.S.Irwin & Barneby
- Senna acuruensis (Benth.) H.S.Irwin & Barneby
- Senna acuta (Vogel) Zoellner & San Martin
- Senna acutisepala (Benth.) H.S.Irwin & Barneby
- Senna affinis (Benth.) H.S.Irwin & Barneby
- Senna alata (L.) Roxb.
- Senna alcaparra (Phil.) Zoellner & San Martin
- Senna alexandrina Mill.
- Senna andrieuxii (Benth.) H.S.Irwin & Barneby
- Senna angulata (Vogel) H.S.Irwin & Barneby
- Senna angustisiliqua (Lam.) H.S.Irwin & Barneby
- Senna ankaranensis Du Puy & R.Rabev.
- Senna anthoxantha (Capuron) Du Puy & R.Rabev.
- Senna aphylla (Cav.) H.S.Irwin & Barneby
- Senna apiculata (M.Martens & Galeotti) H.S.Irwi
- Senna appendiculata (Vogel) Wiersema
- Senna apsidoneura (H.S.Irwin & Barneby) H.S.Irwin
- Senna araucarietorum H.S.Irwin & Barneby
- Senna argentea (Kunth) H.S.Irwin & Barneby
- Senna arida (Rose) H.S.Irwin & Barneby
- Senna aristeguietae H.S.Irwin & Barneby
- Senna armata (S.Watson) H.S.Irwin & Barneby
- Senna arnottiana (Hook.) H.S.Irwin & Barneby
- Senna artemisioides Isely
- Senna atomaria (L.) H.S.Irwin & Barneby
- Senna aurantia (G.Don) H.S.Irwin & Barneby
- Senna auriculata (L.) Roxb.
- Senna aversiflora (Herbert) H.S.Irwin & Barneby
- Senna aversifolia (Herbert) H.S.Irwin & Barneby
- Senna aymara H.S.Irwin & Barneby
- Senna baccarinii (Chiov.) Lock
- Senna bacillaris (L.f.) H.S.Irwin & Barneby
- Senna barclayana (Sweet) Randell
- Senna bauhinioides (A.Gray) H.S.Irwin & Barneby
- Senna benitoensis (Britton & Wilson) H.S.Irwin &
- Senna bicapsularis (L.) Roxb.
- Senna biglandularis A.O. Araujo & V.C. Souza
- Senna birostris (Vogel) H.S.Irwin & Barneby
- Senna bosseri Du Puy & R.Rabev.
- Senna bracteosa D. Cardoso & L.P. Queiroz
- Senna brongniartii (Gaudich.) H.S.Irwin & Barneby
- Senna burkartiana (Villa) H.S.Irwin & Barneby
- Senna cajamarcae H.S.Irwin & Barneby
- Senna cana (Nees & Mart.) H.S.Irwin & Barn
- Senna candolleana (Vogel) H.S.Irwin & Barneby
- Senna capensis (Thunb.) E. Mey.
- Senna cardiosperma (F. Muell.) Randell
- Senna caudata (Standl.) H.S.Irwin & Barneby
- Senna centranthera H.S.Irwin & Barneby
- Senna cernua (Balb.) H.S.Irwin & Barneby
- Senna chacoensis (L.Bravo) H.S.Irwin & Barneby
- Senna chapmanii (Isely) Barreto & Yakovlev
- Senna chloroclada (Harms) H.S.Irwin & Barneby
- Senna chrysocarpa (Desv.) H.S.Irwin & Barneby
- Senna clavigera (Domin) Randell
- Senna cobanensis (Britton & Rose) H.S.Irwin & Ba
- Senna coimbrae M. Nee & Barneby
- Senna collicola H.S.Irwin & Barneby
- Senna confinis (Greene) H.S.Irwin & Barneby
- Senna coquimbensis (Vogel) Zoellner & San Martin
- Senna corifolia (Benth.) H.S.Irwin & Barneby
- Senna cornigera H.S.Irwin & Barneby
- Senna coronilloides (Benth.) Randell
- Senna corymbosa (Lam.) H.S.Irwin & Barneby
- Senna costata (J. F. Bailey & C. White) Randell
- Senna covesii (A.Gray) H.S.Irwin & Barneby
- Senna crassiramea (Benth.) H.S.Irwin & Barneby
- Senna crotalarioides (Kunth) H.S.Irwin & Barneby
- Senna cruckshanksii (Hook.) H.S.Irwin & Barneby
- Senna cuatrecasasii H.S.Irwin & Barneby
- Senna cumingii (Hook. & Arn.) H.S.Irwin & Barn
- Senna cushina (J.F.Macbr.) H.S.Irwin & Barneb
- Senna dardanoi Alf.Fern. & P.Bezerra
- Senna dariensis (Britton & Rose) H.S.Irwin & Ba
- Senna davidsonii (V.Singh) V.Singh
- Senna demissa (Rose) H.S.Irwin & Barneby
- Senna didymobotrya (Fresen.) H.S.Irwin & Barneby
- Senna divaricata (Nees & Blume) Lock
- Senna domingensis (Spreng.) H.S.Irwin & Barneby
- Senna durangensis (Rose) H.S.Irwin & Barneby
- Senna ellisiae (Brenan) Lock
- Senna fabrisii (L.Bravo) H.S.Irwin & Barneby
- Senna floribunda (Cav.) H.S.Irwin & Barneby
- Senna foetidissima (G.Don) H.S.Irwin & Barneby
- Senna formosa H.S.Irwin & Barneby
- Senna fruticosa (Mill.) H.S.Irwin & Barneby
- Senna galegifolia (Jacq.) H.S.Irwin & Barneby
- Senna galeottiana (M.Martens) H.S.Irwin & Barneby
- Senna gardneri (Benth.) H.S.Irwin & Barneby
- Senna garrettiana (Craib) H.S.Irwin & Barneby
- Senna gaudichaudii (Hook. & Arn.) H.S.Irwin & Barn
- Senna georgica H.S.Irwin & Barneby
- Senna glutinosa (DC.) Randell
- Senna gossweileri (Baker f.) Lock
- Senna guatemalensis (Donn.Sm.) H.S.Irwin & Barneby
- Senna gundlachii (Urb.) H.S.Irwin & Barneby
- Senna harleyi H.S.Irwin & Barneby
- Senna haughtii (J.F.Macbr.) H.S.Irwin & Barneb
- Senna hayesiana (Britton & Rose) H.S.Irwin & Ba
- Senna hebecarpa (Fernald) H.S.Irwin & Barneby
- Senna herzogii (Harms) H.S.Irwin & Barneby
- Senna hilariana (Benth.) H.S.Irwin & Barneby
- Senna hirsuta (L.) H.S.Irwin & Barneby
- Senna holosericea (Fresen.) Greuter
- Senna holwayana (Rose) H.S.Irwin & Barneby
- Senna hookeriana Batka
- Senna huancabambae (Harms) H.S.Irwin & Barneby
- Senna huidobriana (Phil.) Zoellner & San Martin
- Senna huilana (Britton & Killip) H.S.Irwin &
- Senna humifusa (Brenan) Lock
- Senna incarnata (Benth.) H.S.Irwin & Barneby
- Senna insularis (Britton & Rose) H.S.Irwin & Ba
- Senna intermedia (""Sharma, Vivek. & Rathakr."") V.S
- Senna italica Mill.
- Senna itatiaiae H.S.Irwin & Barneby
- Senna koelziana H.S.Irwin & Barneby
- Senna kuhlmannii Hoehne
- Senna kurtzii (Harms) H.S.Irwin & Barneby
- Senna lactea (Vatke) Du Puy
- Senna lasseigniana H.S.Irwin & Barneby
- Senna latifolia (G.Mey.) H.S.Irwin & Barneby
- Senna leandrii (Ghesq.) Du Puy
- Senna lechriosperma H.S.Irwin & Barneby
- Senna leiophylla (Vogel) H.S.Irwin & Barneby
- Senna ligustrina (L.) H.S.Irwin & Barneby
- Senna lindheimeriana (Scheele) H.S.Irwin & Barneby
- Senna longiglandulosa (Benth.) H.S.Irwin & Barneby
- Senna longiracemosa (Vatke) Lock
- Senna loretensis (Killip) H.S.Irwin & Barneby
- Senna lourteigiana H.S.Irwin & Barneby
- Senna macranthera (Collad.) H.S.Irwin & Barneby
- Senna macrophylla (Kunth) H.S.Irwin & Barneby
- Senna magnifolia (F. Muell.) Randell
- Senna malaspinae H.S.Irwin & Barneby
- Senna mandonii (Benth.) H.S.Irwin & Barneby
- Senna marilandica (L.) Link
- Senna martiana (Benth.) H.S.Irwin & Barneby
- Senna mensicola (H.S.Irwin & Barneby) H.S.Irwin
- Senna meridionalis (R.Vig.) Du Puy
- Senna mexicana (Jacq.) H.S.Irwin & Barneby
- Senna mollissima (Willd.) H.S.Irwin & Barneby
- Senna monilifera H.S. Irwin & Barneby
- Senna monozyx (H.S.Irwin & Barneby) H.S.Irwin
- Senna montana (Roth) V.Singh
- Senna morongii (Britton) H.S.Irwin & Barneby
- Senna mucronifera (Benth.) H.S.Irwin & Barneby
- Senna multifoliolata (Paul G.Wilson) H.S.Irwin & Bar
- Senna multiglandulosa (Jacq.) H.S.Irwin & Barneby
- Senna multijuga (Rich.) H.S.Irwin & Barneby
- Senna mutisiana (Kunth) H.S.Irwin & Barneby
- Senna nana (Benth.) H.S.Irwin & Barneby
- Senna neglecta (Vogel) H.S.Irwin & Barneby
- Senna nicaraguensis (Benth.) H.S.Irwin & Barneby
- Senna nitida (Rich.) H.S.Irwin & Barneby
- Senna nomame (Makino) T.C. Chen
- Senna notabilis (F. Muell.) Randell
- Senna nudicaulis (Burkart) H.S.Irwin & Barneby
- Senna obliqua (G.Don) H.S.Irwin & Barneby
- Senna oblongifolia (Vogel) H.S.Irwin & Barneby
- Senna obtusifolia (L.) H.S.Irwin & Barneby
- Senna occidentalis (L.) Link
- Senna odorata (R.Morris) Randall
- Senna oligoclada (F. Muell.) Randell
- Senna orcuttii (Britton & Rose) H.S.Irwin & Ba
- Senna organensis (Harms) H.S.Irwin & Barneby
- Senna oxyphylla (Kunth) H.S.Irwin & Barneby
- Senna pachyrrhiza (L.Bravo) H.S.Irwin & Barneby
- Senna pallida (Vahl) H.S.Irwin & Barneby
- Senna papillosa (Britton & Rose) H.S.Irwin & Ba
- Senna paradictyon (Vogel) H.S.Irwin & Barneby
- Senna paraensis (Ducke) H.S.Irwin & Barneby
- Senna pendula (Willd.) H.S.Irwin & Barneby
- Senna pentagonia (Mill.) H.S.Irwin & Barneby
- Senna peralteana (Kunth) H.S.Irwin & Barneby
- Senna perrieri (R.Vig.) Du Puy
- Senna petersiana (Bolle) Lock
- Senna phlebadenia H.S.Irwin & Barneby
- Senna phyllodinea (R. Br.) Symon
- Senna pilifera (Vogel) H.S.Irwin & Barneby
- Senna pilosior (J.F.Macbr.) H.S.Irwin & Barneb
- Senna pinheiroi H.S.Irwin & Barneby
- Senna pistaciifolia (Kunth) H.S.Irwin & Barneby
- Senna planitiicola (Domin) Randell
- Senna pleurocarpa (F. Muell.) Randell
- Senna pneumatica H.S.Irwin & Barneby
- Senna podocarpa (Guill. & Perr.) Lock
- Senna polyantha (Collad.) H.S.Irwin & Barneby
- Senna polyphylla (Jacq.) H.S.Irwin & Barneby
- Senna praeterita H.S.Irwin & Barneby
- Senna pumilio (A.Gray) H.S.Irwin & Barneby
- Senna punoensis Lass.
- Senna purpusii (Brandegee) H.S.Irwin & Barneby
- Senna quinquangulata (Rich.) H.S.Irwin & Barneby
- Senna racemosa (Mill.) H.S.Irwin & Barneby
- Senna reniformis (G.Don) H.S.Irwin & Barneby
- Senna reticulata (Willd.) H.S.Irwin & Barneby
- Senna rigida (Hieron.) H.S.Irwin & Barneby
- Senna rigidicaulis (L.Bravo) H.S.Irwin & Barneby
- Senna ripleyana (H.S.Irwin & Barneby) H.S.Irwin
- Senna rizzinii H.S.Irwin & Barneby
- Senna robiniifolia (Benth.) H.S.Irwin & Barneby
- Senna roemeriana (Scheele) H.S.Irwin & Barneby
- Senna rostrata (Mart.) H.S.Irwin & Barneby
- Senna rotundifolia Pers.
- Senna rugosa (G.Don) H.S.Irwin & Barneby
- Senna ruiziana (G.Don) H.S.Irwin & Barneby
- Senna rupununiensis H.S.Irwin & Barneby
- Senna ruspolii (Chiov.) Lock
- Senna saeri (Pittier) H.S.Irwin & Barneby
- Senna sandwithiana H.S.Irwin & Barneby
- Senna santanderensis (Britton & Killip) H.S.Irwin &
- Senna scabriuscula (Vogel) H.S.Irwin & Barneby
- Senna scandens (G.Don) H.S.Irwin & Barneby
- Senna septemtrionalis (Viv.) H.S.Irwin & Barneby
- Senna shaferi (Britton & P. Wilson) Barreto & Yakovlev
- Senna siamea (Lam.) H.S.Irwin & Barneby
- Senna silvestris (Vell.) H.S.Irwin & Barneby
- Senna singueana (Delile) Lock
- Senna skinneri (Benth.) H.S.Irwin & Barneby
- Senna smithiana (Britton & Killip) H.S.Irwin &
- Senna socotrana (Serrato) Lock
- Senna sophera (L.) Roxb.
- Senna sousana H.S.Irwin & Barneby
- Senna spectabilis (DC.) H.S.Irwin & Barneby
- Senna spinescens (Vogel) H.S.Irwin & Barneby
- Senna spiniflora (Burkart) H.S.Irwin & Barneby
- Senna spinigera (Rizzini) H.S.Irwin & Barneby
- Senna splendida (Vogel) H.S.Irwin & Barneby
- Senna stenocarpa Vogel
- Senna stenophylla (Benth.) H.S.Irwin & Barneby
- Senna stipulacea (Aiton) H.S.Irwin & Barneby
- Senna suarezensis (Capuron) Du Puy
- Senna subtrijuga H.S.Irwin & Barneby
- Senna subulata (Griseb.) H.S.Irwin & Barneby
- Senna sulfurea (Collad.) H.S.Irwin & Barneby
- Senna surattensis (Burm.f.) H.S.Irwin & Barneby
- Senna talpana H.S.Irwin & Barneby
- Senna tapajozensis (Ducke) H.S.Irwin & Barneby
- Senna tenuifolia (Vogel) H.S.Irwin & Barneby
- Senna timoriensis (DC.) H.S.Irwin & Barneby
- Senna tonduzii (Standl.) H.S.Irwin & Barneby
- Senna tora (L.) Roxb.
- Senna trachypus (Benth.) H.S.Irwin & Barneby
- Senna trianae H.S.Irwin & Barneby
- Senna trichosepala (Chodat & Wilczek) H.S.Irwin &
- Senna trolliiflora H.S.Irwin & Barneby
- Senna tropica (Vell.) H.S.Irwin & Barneby
- Senna truncata (Brenan) Lock
- Senna tuhovalyana (Ake Assi) Lock
- Senna uncata H.S.Irwin & Barneby
- Senna undulata (Benth.) H.S.Irwin & Barneby
- Senna uniflora (Mill.) H.S.Irwin & Barneby
- Senna unijuga (Rose) H.S.Irwin & Barneby
- Senna urmenetae (Phil.) H.S.Irwin & Barneby
- Senna vargasii (Schery) H.S.Irwin & Barneby
- Senna velutina (Vogel) H.S.Irwin & Barneby
- Senna venusta (F. Muell.) Randell
- Senna versicolor (Vogel) H.S.Irwin & Barneby
- Senna viarum (Little) H.S.Irwin & Barneby
- Senna viciifolia (Benth.) H.S.Irwin & Barneby
- Senna viguierella (Ghesq.) Du Puy
- Senna villosa (Mill.) H.S.Irwin & Barneby
- Senna viminea (L.) H.S.Irwin & Barneby
- Senna weddelliana H.S.Irwin & Barneby
- Senna williamsii (Britton & Rose) H.S.Irwin & Ba
- Senna wislizeni (A.Gray) H.S.Irwin & Barneby
- Senna wurdackii H.S.Irwin & Barneby